# 土岐頼勝
土岐 頼勝（とき よりかつ）は、江戸時代前期の旗本。

## 経歴
天正6年（1578年）、大和国に生まれる。
慶長年間に、父の頼次と共に家康に拝謁する。慶長19年（1614年）、父の死去により家督を継ぎ、大坂の陣に供奉する。
寛永2年（1625年）12月11日、美濃国本巣・中島二郡のうち500石を加増され、知行1000石となり、高家に列する。 寛永11年（1634年）、家光上洛に供奉し、従五位下土佐守に叙任される。
寛文5年（1665年）12月16日に老齢のため隠居。
寛文6年（1666年）10月14日死去。墓所は東京駒込の白華山養源寺。法名は観照院円徳寿鑑。